# Ed Fisher
Edwin Louis Fisher (Stockton, 31 maggio 1949) è un ex giocatore di football americano statunitense che ha militato nel ruolo di offensive guard nella National Football League (NFL).

## Carriera
Fisher firmò prima con i Kansas City Chiefs e, una volta svincolato, con gli Houston Oilers dopo non essere stato scelto Draft NFL 1974. In precedenza aveva giocato al college a football alla Arizona State University. Vi giocò per la maggior parte della carriera, raggiungendo per due volte la finale della American Football Conference come miglior risultato, nel 1978 e 1979. Fu svincolato dietro sua richiesta nel 1983 quando nelle cinque precedenti stagioni non aveva saltato una sola gara come titolare. Le ultime stagioni le disputò con i Los Angeles Express della United States Football League e chiuse la carriera professionistica con 126 presenze nella NFL.